# Боммелскаус
Боммелскаус (нід. Bommelskous) — селище в нідерландській провінції Південна Голландія. Входить до муніципалітету Гуксе-Вард. Наразі у селищі нараховується близько 50 будинків.